# 小笠原長守
小笠原 長守（おがさわら ながもり）は、越前勝山藩の第8代（最後）の藩主。信嶺系小笠原家10代。

## 生涯
天保5年（1834年）7月25日、第7代藩主・小笠原長貴の六男として生まれる。天保11年（1840年）5月2日、父の死去により家督を継いだ。嘉永元年（1848年）10月1日、将軍徳川家慶に拝謁する。同年12月16日、従五位下・左衛門佐に叙任する。
当初は長守が幼少のため、林毛川が家老として補佐を務めた。毛川は綱紀粛正、人材育成、産物奨励、天保13年（1842年）からの5ヵ年に及ぶ倹約、生活の簡素化など、積極的な藩政改革に努めた。天保14年（1843年）には藩校・成器堂を創設している。嘉永元年（1848年）には軍備を増強し、専売制を確立するなどして、一時的に藩政改革を成功させた。
しかし弘化4年（1847年）に幕命を受けて関東方面の河川手伝い普請を務め、安政2年（1855年）にも安政の大地震で藩邸が崩壊。
さらに安政5年（1858年）には、国許の勝山で地震があり、天守、櫓、石垣が大破するなどして出費が重なり、藩財政は短期間で悪化した。しかもこれらの被害に加えて、改革における領民に対する普請などの負担が大きかった（砲台建設など）ため、領民から毛川の罷免を求める声が上がり、長守は11月22日に毛川を罷免させた。
その後は親政を行ない、文久3年（1863年）にオランダ式の軍制を採用して軍備を増強し、元治元年（1864年）には大坂加番に任じられた。慶応元年（1865年）には京都守備を務めた。慶応4年（1868年）の戊辰戦争では新政府に協力し、明治2年（1869年）6月の版籍奉還で勝山藩知事に任じられ、明治4年（1871年）の廃藩置県で免官された。
明治6年（1873年）に隠居する。明治24年（1891年）7月24日に死去した。享年58。

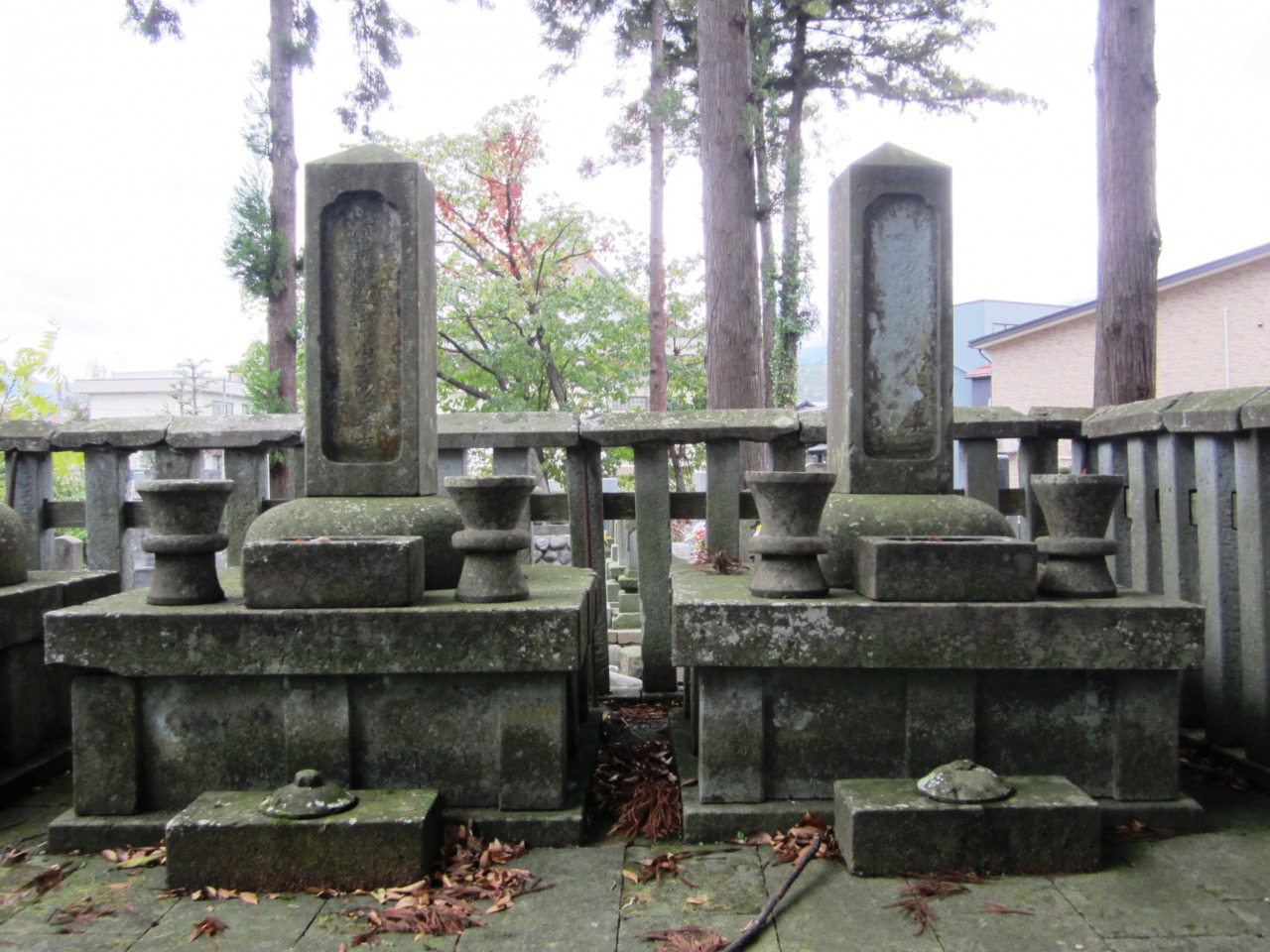
開善寺の長守と長教の墓（右）。左は信房の墓。

詩、書画に優れた文化人であったといわれる。

## 系譜
- 父：小笠原長貴（1793 - 1840）
- 母：妙（1798 - 1868） - 酒井忠道の娘
- 正室：今鶴（? - 1896）
  - 長男：長育（1859 - 1895）- 皇太子・明宮嘉仁親王の東宮侍従。
  - 長女：鍈（1859 - 1904） - 山崎治敏室。
  - 三男：柳生俊久（1867 - 1941）- 幼名は束三郎。柳生俊益の養子。
  - 次女：詮子（1873 - 1938） - 若尾幾造の妻[1]。
  - 四男：細田粲四郎（1875 - ?）- 若尾民造の婿養子となり、細田姓を名乗る。
  - 五男：清水健五郎（1876 - ?）- 清水粲四郎の養子となる。
  - 六男：山田量六郎（1879 - ?）福井士族・山田つねの養子となる。[1]
  - 三女：麗子（1881 - 1937） - 土井利剛正室で、兄・長育の養女。